# Шабанова Ірина Миколаївна
Шаба́нова Іри́на Микола́ївна (10 вересня 1938, Уфа — 2 вересня 2024) — радянський і російський науковець-фізик, доктор фізико-математичних наук (1990), професор (1993). Член наукової Ради з фізики металів РАН, фізико-хімії поверхонь УрВ РАН. Лауреат Державної премії СРСР (1985), Державної премії Удмуртії (1994).

## Біографічні відомості
В 1962 році закінчила Пермський університет. В 1969—1976 роках працювала науковим співробітником Інституту фізики металів АН СРСР. З 1976 року завідувачка лабораторією рентгеноелектронної спектроскопії Фізико-технічного інституту УрВ РАН, завідувачка лабораторією електронної спектроскопії УдДУ.
Шабанова проводила дослідження в області електронної структури поверхневих шарів та міжфазних меж розподілу твердих (кристалічних, ультрадисперсних, аморфних) та рідких матеріалів. Розробка та створення перших вітчизняних електронних магнітних спектрометрів.
Автор та співавтор більш як 200 наукових праць, має 6 монографій. Найвідоміша праця — Рентгеноэлектронная спектроскопия сверхтонких поверхностных слоёв конденсированных систем. М., 1988.